# Scotopteryx coelinaria
Scotopteryx coelinaria ist ein Schmetterling (Nachtfalter) aus der Familie der Spanner (Geometridae) und wird der Unterfamilie Larentiinae zugeordnet.

## Merkmale

### Falter
Die Falter erreichen eine Flügelspannweite von 28 bis 34 Millimetern. Die Grundfarbe ist bräunlich. Das tief dunkelbraune Mittelfeld der Vorderflügel ist durch einen hellbraunen Streifen geteilt, in dem sich ein einzelner, sehr kleiner schwarzer Punkt befindet. Eine Doppelspitze springt nach außen deutlich hervor. Neben dem dunklen Wurzelfeld befindet sich zuweilen eine rotbraune Binde. Am Apex ist ein dunkler Schatten erkennbar. Die Hinterflügel sind graubraun, nach außen etwas verdunkelt. Die Fühler der Männchen sind gekämmt, diejenigen der Weibchen sind fadenförmig.

### Raupe
Erwachsene Raupen sind abwechselnd mit hellbraunen und dunkelbraunen Streifen versehen.

### Ähnliche Arten
- Scotopteryx angularia, Scotopteryx moeniata und Scotopteryx ovallaria unterscheiden sich durch die voll dunkel ausgefüllte Binde auf den Vorderflügeln, die meist einzelne nach außen vorspringende Spitze sowie das Fehlen der rotbraunen Binde neben dem Wurzelbereich.[1][2][3] Der ähnlich gezeichnete Zweipunkt-Wellenstriemenspanner (Scotopteryx bipunctaria) unterscheidet sich in der Regel deutlich durch die graue Grundfärbung sowie die zwei kleinen schwarzen Punkte im Mittelfeld.

## Geographische Verbreitung und Vorkommen
Scotopteryx coelinaria kommt in Portugal, Spanien, Andorra und den französischen Pyrenäen vor. Die Art ist bevorzugt an trockenen Berghängen anzutreffen.

## Lebensweise
Die nachtaktiven Falter fliegen in einer Generation von Juni bis Juli und besuchen auch künstliche Lichtquellen. Als Nahrungspflanzen der Raupen werden Ginsterarten (Genista) angegeben, was nach weiteren Untersuchungen noch einer Bestätigung bedarf.